# Boks na Igrzyskach Panamerykańskich 1963
Turniej bokserski IV Igrzysk Panamerykańskich odbył się w dniach 28 kwietnia – 5 maja 1963 w São Paulo (Brazylia). Rozegrany został w dziesięciu kategoriach wagowych.

## Medaliści
| Kategoria                      | Złoty                          | Srebrny                       | Brązowy                             |
| waga musza (51 kg)             | Floreal Garcia · Urugwaj       | Pedro Dias · Brazylia         | Robert Carmody · Stany Zjednoczone  |
| waga kogucia (54 kg)           | Abel Almaraz · Argentyna       | Marcíal Guttiérez · Panama    | Arthur Jones · Stany Zjednoczone    |
| waga piórkowa (57 kg)          | Rosemiro Santos · Brazylia     | Héctor Pace · Argentyna       | Charles Brown · Stany Zjednoczone   |
| waga lekka (60 kg)             | Roberto Caminero · Kuba        | João da Silva · Brazylia      | Barry Foster · Jamajka              |
| waga lekkopółśrednia (63,5 kg) | Adolfo Moreira · Argentyna     | Orlando Nuñes · Brazylia      | Quincey Daniels · Stany Zjednoczone |
| waga półśrednia (67 kg)        | Miguel Villugron · Chile       | Rubens Vasconcelos · Brazylia | Mario Pereira · Argentyna           |
| waga lekkośrednia (71 kg)      | Elecio Neves · Brazylia        | Manuel Sánchez · Peru         | Osvaldo Marino · Argentyna          |
| waga średnia (75 kg)           | Luis César · Brazylia          | Leonardo Alcolea · Kuba       | Fidel Odreman · Wenezuela           |
| waga półciężka (81 kg)         | Fred Lewis · Stany Zjednoczone | Ronald Holmes · Jamajka       | Rubens de Oliveira · Brazylia       |
| waga ciężka (>81 kg)           | Lee Carr · Stany Zjednoczone   | José Edson Jorge · Brazylia   | Raul Aguilar · Urugwaj ·            |

## Klasyfikacja medalowa
| Poz.    | Państwo           |    |    |    | Razem |
| ------- | ----------------- | -- | -- | -- | ----- |
| 1       | Brazylia          | 3  | 5  | 1  | 9     |
| 2       | Argentyna         | 2  | 1  | 2  | 5     |
| 3       | Stany Zjednoczone | 2  | 0  | 4  | 6     |
| 4       | Kuba              | 1  | 1  | 0  | 2     |
| 5       | Urugwaj           | 1  | 0  | 1  | 2     |
| 6       | Chile             | 1  | 0  | 0  | 1     |
| 7       | Jamajka           | 0  | 1  | 1  | 2     |
| 8       | Panama            | 0  | 1  | 0  | 1     |
| 8       | Peru              | 0  | 1  | 0  | 1     |
| 10      | Wenezuela         | 0  | 0  | 1  | 1     |
| Łącznie | Łącznie           | 10 | 10 | 10 | 30    |